# Lleis tabel·làries
A l'antiga Roma, les lleis tabel·làries eren aquelles que regulaven la forma de votar mitjançant tabella (tauletes), a diferència de les votacions a mà alçada. Les tabellae eren tauletes recobertes de cera sobre les que s'inscrivien els vots de forma secreta. El vot secret es va introduir amb el propòsit de debilitar el poder dels optimats.
Es coneixen quatre lleis d'aquesta mena que Ciceró enumera en ordre cronològic:
- La lex Gabinia tabellaria, proposada pel tribú de la plebs Gabini l'any 139 aC va ser la que va introduir les tabellae a les votacions.
- La lex Cassia tabellaria, proposada pel tribú de la plebs Luci Cassi Longí l'any 137 aC sobre els judicis sotmesos al poble (exceptuava els de perduellio)
- La lex Papiria tabellaria, proposada pel tribú de la plebs Gai Papiri Carbó l'any 131 aC, sobre l'ús de les tabellae en la promulgació de lleis.
- La lex Caelia tabellaria, proposada pel tribú de la plebs Gai Celi Caldus, l'any 107 aC, que establia el vot per tabel·la en els casos de perduellio i corregia així la llei Cassia tabellaria.

També hi va haver una llei proposada per Gai Mari de l'any 119 aC (Maria de suffragiis) que pretenia garantir la llibertat i el bon ordre en les votacions.